# North Manzanilla
North Manzanilla es una localidad de Trinidad y Tobago, que forma parte de la región de Sangre Grande.

## Geografía
La localidad abarca parte de la isla Trinidad y limita al norte con Brooklyn Settlement, al sur con Manzanilla, al este con Morin Bay y al oeste con Caigual.

## Demografía
Datos demográficos de la localidad de North Manzanilla:
| Gráfica de evolución demográfica de North Manzanilla entre 2000 y 2011 |
|                                                                        |